# Cleverlance Enterprise Solutions
Cleverlance Enterprise Solutions s.r.o. je společnost zabývající se informačními technologiemi, se sídlem v České republice a pobočkami v Praze, Brně, Bratislavě a Brémách. Cleverlance se věnuje vývoji vlastních produktů, integraci IT platforem, analýze požadavků a také testování softwaru. Klientela Cleverlance se pohybuje napříč spektrem od finančních institucí, přes telekomunikace až k energetice či automobilovému průmyslu. Společnost má zájem o virtuální a rozšířenou realitu – 30. října 2017 se Cleverlance stala členem Asociace virtuální a rozšířené reality a pracuje na několika různých využitích těchto technologií.

## Název
Název Cleverlance byl vymyšlen spoluzakladatelem Jakubem Dosoudilem. Jedná se o složeninu anglických slov „clever“, znamenající „chytré“ a „lance“ neboli „kopí“. Podle Dosoudila ho toto jinak neexistující spojení napadlo při cestě autobusem v Mexiku. Cleverlance se používá jako femininum (rod ženský), výslovnost slova podle IPA je /ˈklɛvɚlæns/.[zdroj?]

## Historie

### Založení a začátky
Cleverlance vznikla na začátku roku 2000 v Česku, jako společnost specializující se na práci s Java EE. Zakladateli byli Jakub Dosoudil, Jan Šeda a Dobromil Podpěra. Jan Šeda posléze svůj podíl ve firmě odprodal dvěma zbývajícím zakladatelům. Původně se firma orientovala na zahraniční trh, postupně ale začala spolupracovat s českými klienty. Prvním významným českým klientem byla Komerční Banka, pro niž Cleverlance vytvořila systém internetového bankovnictví. V roce 2003 byla Cleverlance jedním z největších dodavatelů řešení na platformě J2EE v České republice a na Slovensku. V roce 2004 pak vznikla Cleverlance Group, která sdružuje skupinu IT firem spojených s Cleverlance akvizicí, popř. založením samostatné startupové společnosti pro projekty vzniklé v rámci společnosti.[zdroj?]

### Smrt Jakuba Dosoudila
O Vánočních svátcích 2004 se jeden ze zakladatelů Cleverlance, Jakub Dosoudil, vydal spolu se svojí přítelkyní Michaelou Beránkovou na dovolenou do Thajska. Zde oba tragicky zahynuli během zemětřesení v Indickém oceánu, jež v roce 2004 vyvolalo extrémně silnou vlnu tsunami a zabilo téměř 230 tisíc lidí. Těla páru byla nalezena a identifikována během roku 2005.

### Další vývoj
V roce 2005 byla Cleverlance časopisem Inside označena za nejrychleji rostoucí společnost v oboru IT v Česku a dostala se na seznam „Technology Fast 50“ pro střední Evropu, v němž se umístila nejvýše ze všech českých společností. V roce 2017 měla Cleverlance Group obrat přes 1 miliardu korun.  V roce 2019 byla společnost Cleverlance Enterprise Solutions a sesterská společnost AEC koupena skupinou KKCG.  Do nově vznikající skupiny Aricoma Group, podnikající na poli informačních technologií, postupně přibyly společnosti KOMIX a KOMIX Digital. Koncem června 2023 skupina Aricoma oznámila, že bude působit pod dvěma hlavními značkami: Aricoma a Qinshift. Všechny společnosti, které se zaměřují na vývoj softwaru na zakázku, budou působit pod značkou Qinshift, zatímco zbytek skupiny by se přejmenoval na Aricoma. Od 1. prosince 2023 dochází k propojení společností Cleverlance a KOMIX Digital pod jedinou značku Qinshift Czechia. Tyto společnosti spolu s dalšími sesterskými společnostmi z celé Evropy  nyní pod jedinou značkou Qinshift tvoří technologický pilíř skupiny KKCG zaměřený na tvorbu zakázkového softwaru.[zdroj?]

## Ocenění
Agentura CzechInvest a Ministerstvo průmyslu a obchodu udělilo Cleverlance cenu za Podnikatelský projekt roku 2012 v kategorii ICT a strategických služeb. Sdružení CzechInno ve spolupráci s partnery udělila společnosti Cleverlance H2B za nástroj pro rychlé prototypování softwarových aplikací Sm@rtClient ocenění Vizionář Roku 2013. Internetový odborný magazín Business IT udělil cenu Pozoruhodný IT produkt 2018 chatbotu Cleverlance s názvem Empeena. Chatbot Empeena je automatizované rozhraní péče o zákazníky, přes které mohou klienti řešit svoje požadavky například v oblasti rezervací, zákaznické samoobsluhy, internetového bankovnictví nebo asistence při výběru produktu na stránkách poskytovatele.

## Vzdělávání a nábor
Cleverlance pořádá tzv. Akademie v jejichž rámci se může široká veřejnost seznámit s IT tematikou a získat osvědčení o absolvování intenzivního kurzu. Těm nejlepším absolventům je posléze nabídnuta práce v Cleverlance. Nejčastěji pořádanými akademiemi jsou Testing Clever Akademie, kde se účastníci během týdne seznámí s prací IT testera a Testing Java Akademie, zaměřená na začínající vývojáře. Cleverlance také organizuje vzdělávací program v oblasti .NET analýzy či databází.